# Nậm Chảy
Nậm Chảy là một xã thuộc huyện Mường Khương, tỉnh Lào Cai, Việt Nam.

## Địa lý
Xã Nậm Chảy nằm ở phía tây của huyện Mường Khương, cách trung tâm huyện lỵ 30 km, có vị trí địa lý:
- Phía đông giáp xã Thanh Bình
- Phía nam giáp xã Lùng Vai
- Phía tây giáp trấn Nam Khê (南溪镇)[3] huyện Hà Khẩu[4] châu Hồng Hà tỉnh Vân Nam Trung Quốc
- Phía bắc giáp hương Kiều Đầu (桥头)[3] huyện Hà Khẩu[4] châu Hồng Hà tỉnh Vân Nam Trung Quốc và giáp thị trấn Mường Khương.

Xã Nậm Chảy nằm trên cao nguyên cổ Bắc Hà thuộc dãy Tây Côn Lĩnh.

## Hành chính
Xã Nậm Chảy được chia thành 15 thôn: Cụm Ré, Cốc Ngù, Sảng Lùng Phìn, Lùng Phìn A, Củi Pao Phìn, Sí Giàng Phìn, Lao Chải, Nậm Chảy, Cốc Râm A, Cốc Râm B, Gia Khâu A, Gia Khâu B, Mào Phìn, Sấn Pản, Sín Chải.

## Lịch sử
Năm 1981, hai thôn Hen Tà, Lùng Pao của xã Nậm Chảy sáp nhập vào xã Lùng Vai.